# ママドゥ・バガヨコ (マリのサッカー選手)
ママドゥ・バガヨコ（Mamadou Bagayoko、1979年5月21日 - ）は、フランス生まれのマリの元サッカー選手。元マリ代表。ポジションはFW。

## クラブ歴
1998年にUSLダンケルクで選手となり、その後FCサンスに移籍するが、両チームはアマチュアであった。
1999年にRCストラスブールに移籍してプロになった後、2003年8月にACアジャクシオに移籍、クラブのリーグ・アン残留に貢献した。
2004年7月にはマラマ・ヴァイリュアの後継として約130万ユーロでFCナントに4年契約で移籍したものの、2005年にはOFCニースにレンタル移籍となった。レンタル移籍中にはクープ・ドゥ・ラ・リーグの決勝に進出したものの、ASナンシーに敗北し準優勝に終わった。その後、アル・ワフダ・アブダビにもレンタル移籍をした。
2009年にOGCニースに完全移籍、2010年11月にはウルヴァーハンプトン・ワンダラーズFCのトライアルに参加した。2011年にPASヤニナFCに移籍した。
2011年12月23日にはドンカスター・ローヴァーズFCへの加入が認められ、2012年1月1日に合流した。FAカップのノッツ・カウンティFC戦で初出場となったが、2-0の敗北に終わった。2月18日には途中出場ながらリーズ・ユナイテッドFC相手に2得点を決めたものの、3-2で敗れた。
2013年1月にリュゼナックAPに自由契約で移籍した。